# アフリカ単一起源説

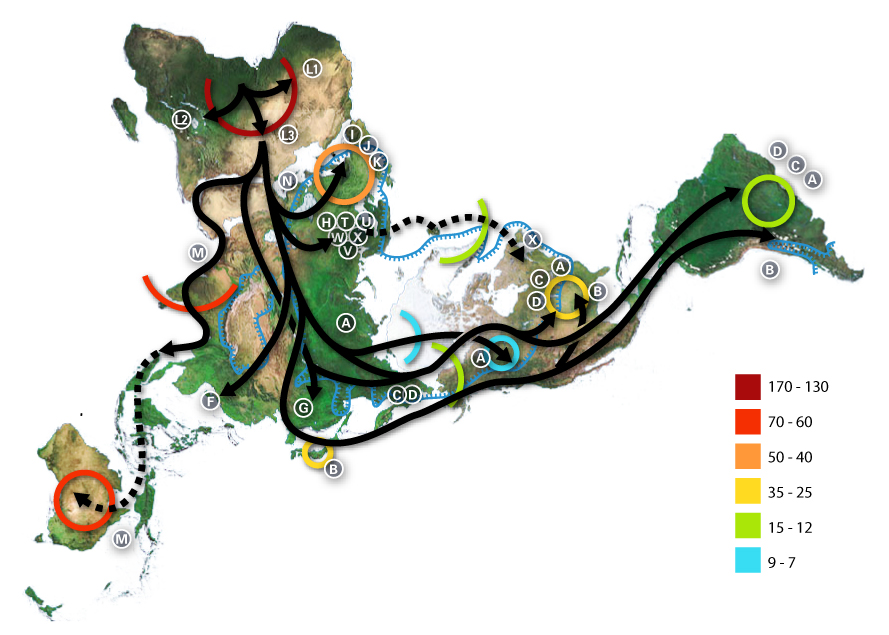
母系（ミトコンドリアDNAのハプログループの分布）から推定した人類伝播のルートおよび年代

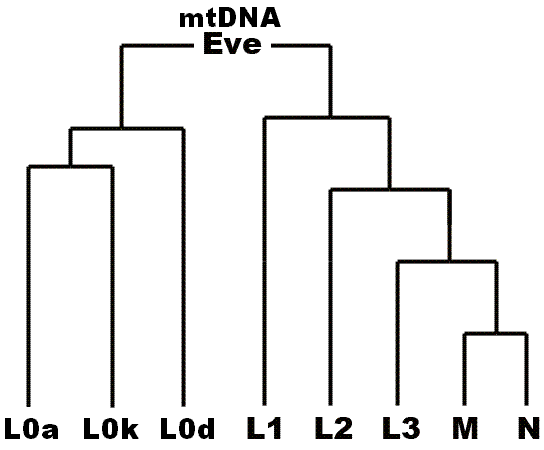
ミトコンドリアのハプログループL0からL3がアフリカにのみ存在する一方その他の地域はMかNどちらかしか存在しない

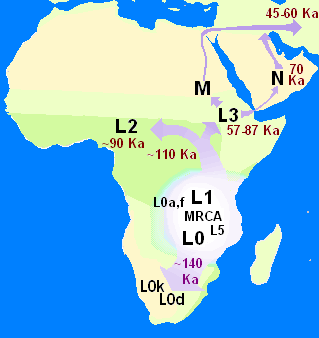
現生人類の母系のミトコンドリアDNAハプログループ

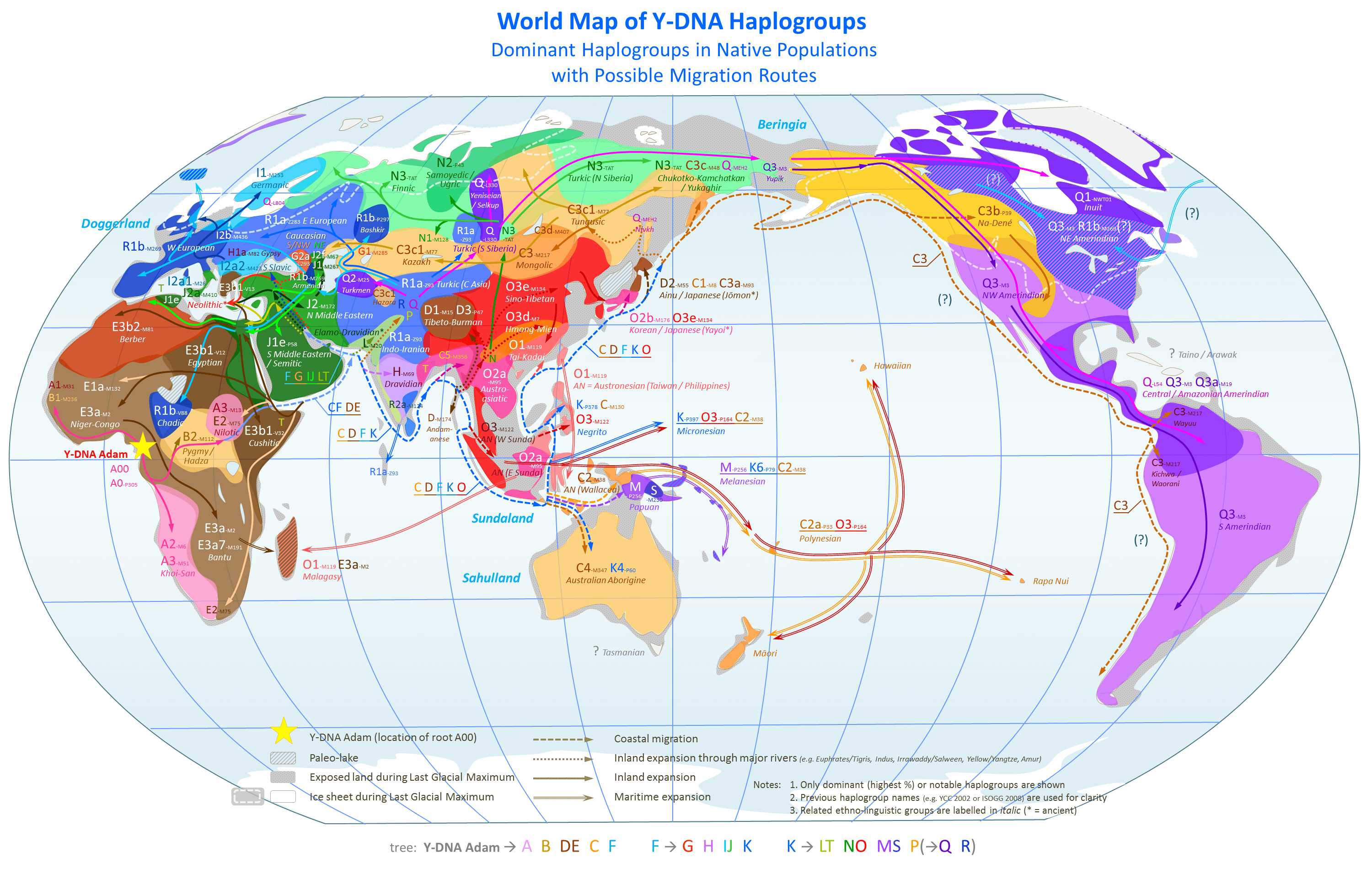
Y染色体ハプログループの拡散と人種

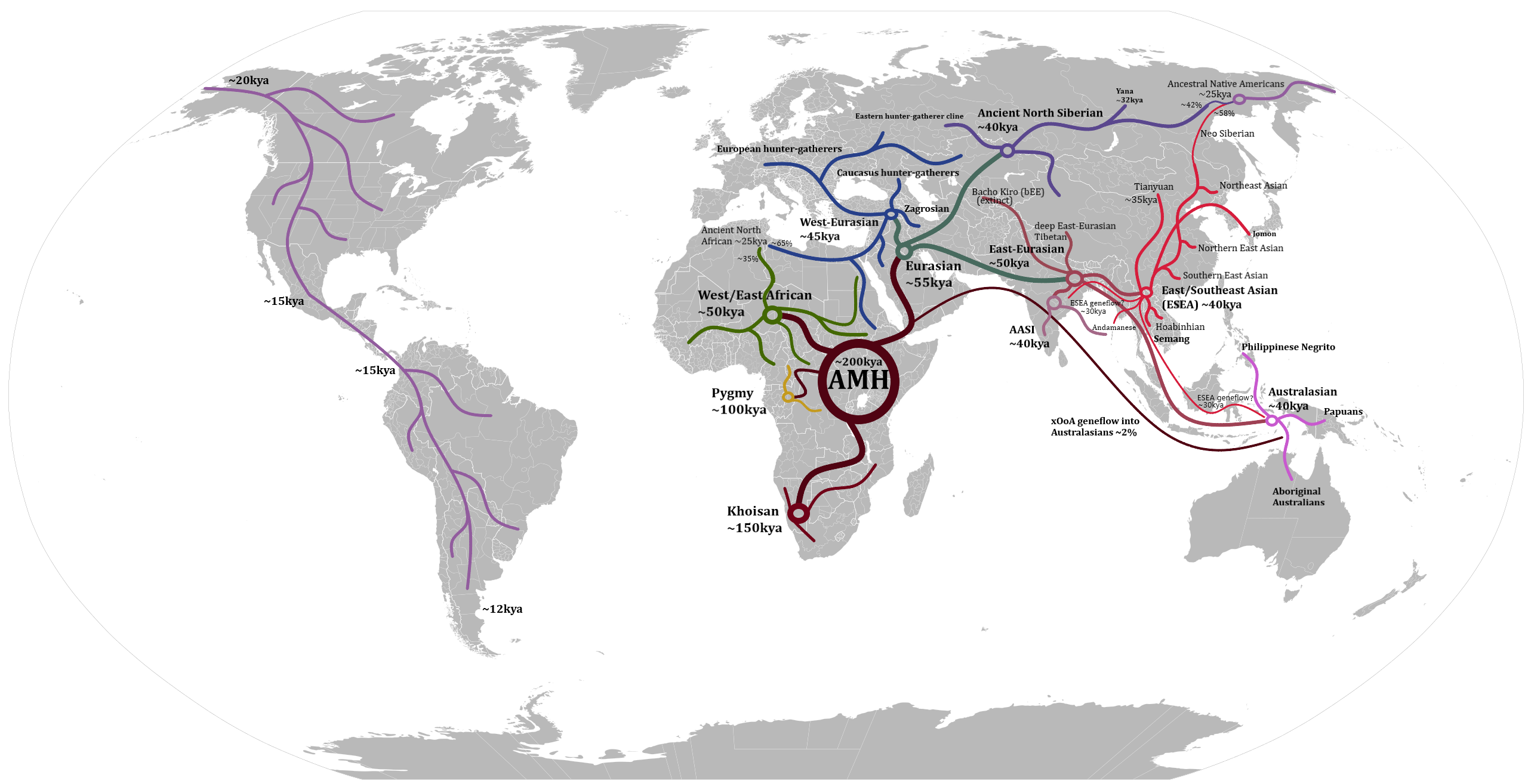
ヒトの移動ルート

アフリカ単一起源説（アフリカたんいつきげんせつ）とは、地球上のヒト（現生人類、ホモ・サピエンス・サピエンス）の祖先はアフリカで誕生し、その後世界中に伝播していったとする、自然人類学の学説。
遺伝子研究の裏付けもあり、現在、多くの科学者が一致してこの見解を支持している。

## 概要
人類の共通祖先はアフリカに存在したとする仮説は19世紀では進化論で有名なチャールズ・ダーウィンが主張していたことで知られていた。
アフリカ単一起源説と対立する説に、ジャワ原人・北京原人・ネアンデルタール人などがおよそ150万年前には各地域で現生人類（ホモ・サピエンス・サピエンス）に進化していったとする多地域進化説がある。
ただし、多地域進化説も時間を十分さかのぼってヒト科の祖を200万年前のホモ・ハビリスに代表される種が東アフリカで誕生した、という点で意見は一致しており、この二説の相違点は「現生人類の祖先はいつアフリカから出発したか」でもある。そのため両者を「新しい出アフリカ説」「古い出アフリカ説」と呼ぶ。
現在では先行したと考えられるホモ・エルガステル、ホモ・エレクトスが7万5000年前のトバ事変により始まった最終氷期で絶滅し、その後にアフリカを出たホモ・サピエンスを現世人類の祖とする説が有力になっている。ホモ・サピエンスはネアンデルタール人（約2万数千年前に絶滅）とともに約47万年前の共通の祖先から分化したと考えられ、その後の進出の過程は、ハプログループの分類によって精力的に研究されている。
ただし、もはやゲノムの差異はわずかであり、化石人骨から得られる外見上の差異をもって種を分類しているため、以降の分化が「いつ」おきたのか、ユーラシア大陸各地で先人類と置き換わったのが「いつ」であるかの端成分的な断定は、先住の旧人や新人の混血のため生物学的な種としては明確にならない可能性がある。

## 分子系統解析
分子系統解析の進展（いわゆるミトコンドリア・イブやY染色体アダムなど）によって、人類は14 - 20万年前に共通の祖先を持つことがわかり、これはアフリカ単一起源説（＝新しい出アフリカ説）を強く支持するものである。
ミトコンドリアDNAの分析では、現代人の共通祖先の分岐年代は14万3000年前±1万8000年であり、ヨーロッパ人とアジア人の共通祖先の分岐年代は、7万年前±1万3000年であると推定され、最も古いミトコンドリアDNAハプログループはアフリカに偏在した。
Y染色体ハプログループの分析結果からも最も古くに分岐したハプログループA (Y染色体)、ハプログループB (Y染色体)がアフリカのみに見られることから、アフリカ単一起源説は疑いようのないものとなっている。

## 出アフリカ後
崎谷満は人類のY染色体ハプログループは出アフリカ後、イラン付近を起点にして南ルート（イランからインド、オーストラリアへ）、北ルート（イランからアルタイ山脈付近へ）、西ルート（イランから中東・カフカス山脈付近へ）の3ルートで拡散したとしている。すなわち南ルートをとった集団がオーストラロイド、北ルートがモンゴロイド、西ルートがコーカソイド、非出アフリカがネグロイドということになる。